# Vojni spomenik Asiago
Vojni spomenik Asiago je spomenik iz prve svetovne vojne v mestu Asiago v pokrajini Vicenza v deželi Benečija v severovzhodni Italiji. Obdan z gorami, ki so bile prizorišče več bitk iz prve svetovne vojne, spomenik hrani posmrtne ostanke več kot 50.000 italijanskih in avstro-ogrskih vojakov in je priljubljena destinacija za popotnike. V italijanščini se spomenik običajno imenuje Sacrario Militare di Asiago ali Sacrario Militare del Leiten. Leiten je ime hriba, na katerem stoji spomenik.

## Ozadje in konstrukcija
Asiago je bil eno najbolj simboličnih prizorišč velike vojne, ki ga je konec maja 1916 prevzelo avstro-ogrsko napredovanje. Po vojni je bil Asiago izbran za enega največjih italijanskih spomenikov prve svetovne vojne. Beneški arhitekt Orfeo Rossato je zasnoval spomenik, pri čemer je za osnovo uporabil en ogromen blok lokalno pridobljenega belega marmorja velikosti 80 kvadratnih metrov, na vrhu pa je bil dodan rimski slavolok. Pri delu sta sodelovala tudi kiparja Montini in Zanetti. Spomenik je bil dokončan leta 1938, slavnostna otvoritev pa je bila 17. julija. Benito Mussolini je vodil slovesnost, prisoten pa je bil tudi kralj Viktor Emanuel III. Spomenik je na hribu Leiten nekaj sto metrov od središča Asiaga. Spomenik s središčem mesta povezuje Via degli Eroi (Cesta herojev), obdana z velikimi cipresami.
Zunanjost sestavlja kvadratna osnova, na vrhu katere je terasa s slavolokom v sredini in oltarjem, ki jea v središču loka. Stranice baze so dolge vsaka 80 metrov, na teraso pa vodita dve 35-metrski stopnišči. Rimski slavolok je quadrifrons, kar pomeni štiristranski s štirimi loki. S svojo lego na vrhu hriba in višino 47 metrov je viden s celotne planote Asiago. Ta slavolok je skupaj s spomeniki Pasubio, Cimone in Monte Grappa postal simbol province Vicenza. Na parapetu terase so puščice, ki označujejo imena okoliških gora in pomembnih bojišč. Okoli celotnega spomenika so originalni topovi, ki so bili obnovljeni.
Notranjost vsebuje kripto in osmerokotno kapelo v središču. Kripta je torej pod teraso, njeni obodni in osni hodniki pa se križajo in tvorijo osrednji prostor, kjer je kapela z oltarjem. V kapeli so tudi ostanki dvanajstih italijanskih zlatih medalj za vojaško hrabrost. Ob stenah hodnikov so grobne niše s posmrtnimi ostanki 33.086 padlih italijanskih vojakov, katerih trupla so med letoma 1935 in 1938 izkopali s 35 bližnjih vojnih pokopališč. Identificirani posmrtni ostanki so v posameznih grobnih nišah po abecednem vrstnem redu, neidentificirani posmrtni ostanki pa v dveh skupnih grobnicah. Od Italijanov, ki so pokopani v tem spomeniku, je 12.795 znanih in 20.291 neznanih. Nekaj let pozneje so z okoliških vojnih pokopališč pobrali tudi posmrtne ostanke 18.505 avstro-ogrskih vojakov, od tega 12.355 neidentificiranih, in jih prenesli v to kripto.

## Muzej
Blizu vhoda v kripto je muzej, ki vsebuje številne relikvije, zbrane z bojnih polj na planoti Asiago, ter povezane dokumente in fotografije iz obdobja vojne. Muzej ima plastični model reliefnega zemljevida planote Asiago, ki vizualno prikazuje dogodke, ki so se tam odvijali. Leva stran muzeja se osredotoča na dogodke v prvih dveh letih vojne 1915–1916, desna stran pa dokumentira dogajanje v letih 1917–1918. V muzeju je tudi manjša kino dvorana, kjer si je na zahtevo mogoče ogledati video-dokumentarne filme.
Pomemben kos v muzejski zbirki je pismo mladega vojaka na predvečer bitke pri gori Ortigara, ki so ga odkrili v 1950-ih. Avtor, nadporočnik Adolfo Ferrero, se je boril v alpski bitki pri Val Dori in bil protagonist bitke pri gori Ortigara, kjer je v boju umrl. To zadnje pismo njegovi družini je bilo najdeno v osebnih predmetih njegove strani, čigar posmrtni ostanki so bili izkopani z gore Ortigara in pokopani v vojnem spomeniku Asiago, kjer sjo tudi Ferrerovi ostanki. Ferrerova družina torej nikoli ni prejela pisma, toda po nenavadnem preobratu usode pismo zdaj neposredno doseže prihodnje generacije kot del spomenika, ki naj nikoli ne pozabi velike vojne.